# قرار مجلس الأمن التابع للأمم المتحدة رقم 2072
قرار مجلس الأمن التابع للأمم المتحدة رقم 2072، المتخذ بالإجماع في 31 أكتوبر 2012.

## روابط خارجية
- نص القرار في undocs.org